# Brough Castle
Brough Castle ruinen af en borg i den engelske landsby Brough i Cumbria. Borgen blev opført William Rufus omkring  1092, hvor det romerske fort Verterae var bygget under romersk britannien. Den beskytter en vigtig handelsrute i Penninerne. Den oprindelige motte and bailey blev angrebet og ødelagt af skotterne i 1174 under det store oprør mod Henrik 2.. Den blev genopført efter krigen som et firkantet keep. Resten af borgen blev genopført i sten.
Clifford-familien overtog ejerskabet af Brough efter den anden baronkrig i 1260'erne. Den byggede Cliffords Tower og gennemførte  renoveringer på borgen og skabte et forsvarsværk i typisk engelsk stil. I 1521 udbrød der brand på borgen, mens Henry Clifford holdt fest, og den ødelagde ejendommen. Borgen var forladt til lady Anne Clifford restaurerede den mellem 1659 og 1661, hvor hun brugte den som et af sine nordlige country houses. I 1666 udbrød der endnu en brand, der atter gjorde borgen ubeboelig. Brough Castle gik i forfald og mange sten blev brugt til byggerier i lokalområdet. Murene begyndte at kollapse omkring 1800.
I 1921 blev Brough Castle overdraget til staten, og i dag drives den af English Heritage som turistattraktion. Det er en listed building og scheduled monument.